# جوزيف ميخائيل سوليفان
جوزيف ميخائيل سوليفان (بالإنجليزية: Joseph Michael Sullivan)‏ هو كاهن كاثوليكي أمريكي، ولد في 23 مارس 1930 في بروكلين في الولايات المتحدة، وتوفي في 7 يونيو 2013 في إيست ميدو في الولايات المتحدة بسبب حادث مرور.